# Ruzyně

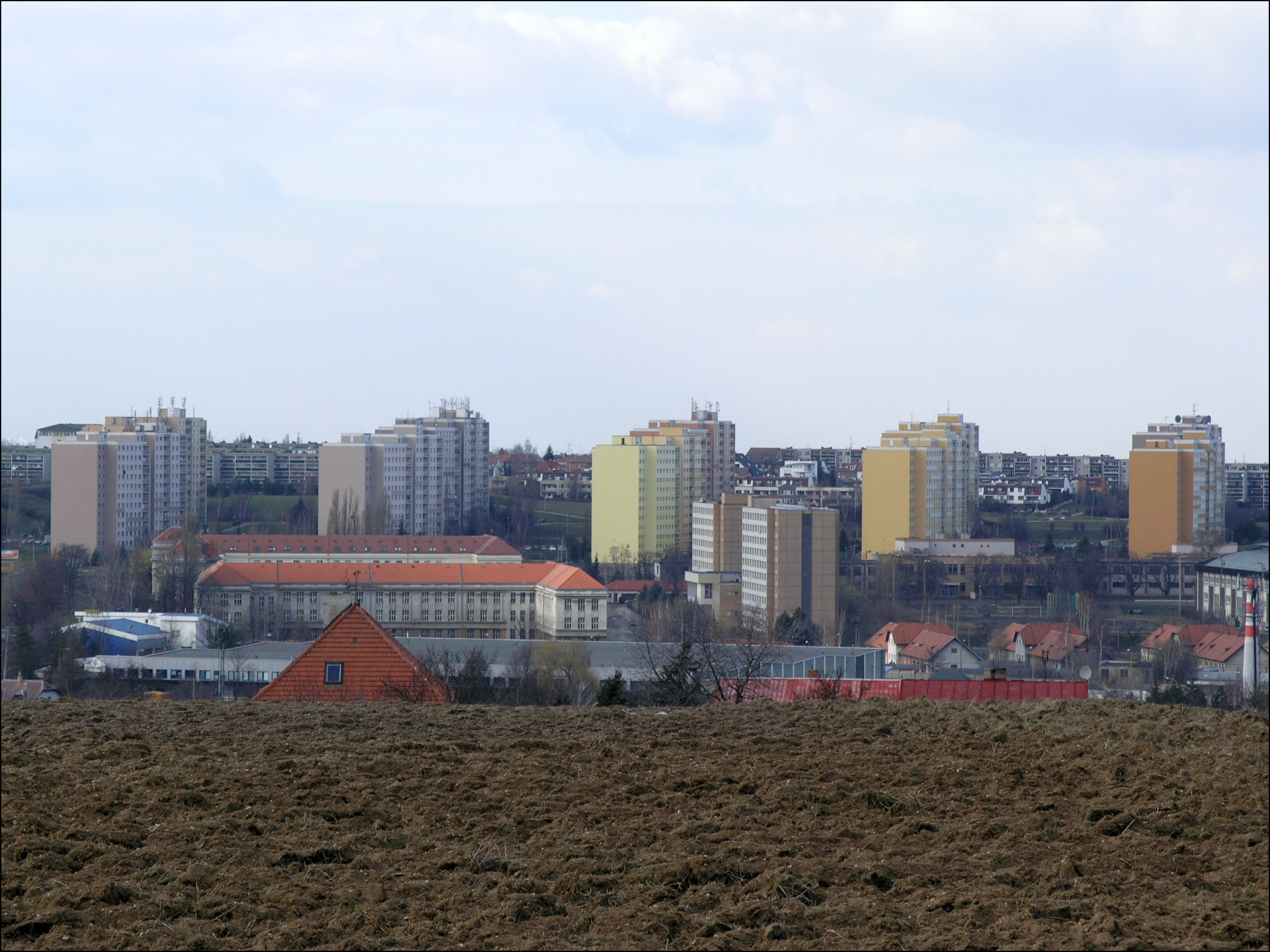
Ruzyně

Ruzyně is een wijk in de Tsjechische hoofdstad Praag. Tot 1 juli 1960 was Ruzyně een zelfstandige gemeente. Nu behoort het tot het gemeentelijke district Praag 6. De eerste vermelding van het oorspronkelijke dorp stamt uit het jaar 993, onder de naam Ruzen. Tegenwoordig heeft de wijk 7.996 inwoners (2006).
In het district ligt het grote internationale vliegveld van Praag, de Luchthaven Praag-Ruzyně.